# Daimler Empress
Daimler Empress ist die Modellbezeichnung für Oberklassefahrzeuge, die das Londoner Karosseriebauunternehmen Hooper von 1950 bis 1957 für den britischen Oberklassehersteller Daimler entwarf und baute. In fünf Serien entstanden insgesamt etwa 215 Fahrzeuge, die auf den Fahrgestellen des Daimler DB18/Consort (Empress I), Regency (Empress II, IIA und III) und Regina/DK400 (Empress IV) basierten. Die Empress-Versionen waren exklusive und sehr teure Alternativen zu den Standardmodellen dieser Baureihen. Heute gelten sie als begehrenswerte Klassiker.

## DieEmpress Line

Eng mit Hooper verbunden: Daimler Motor Company

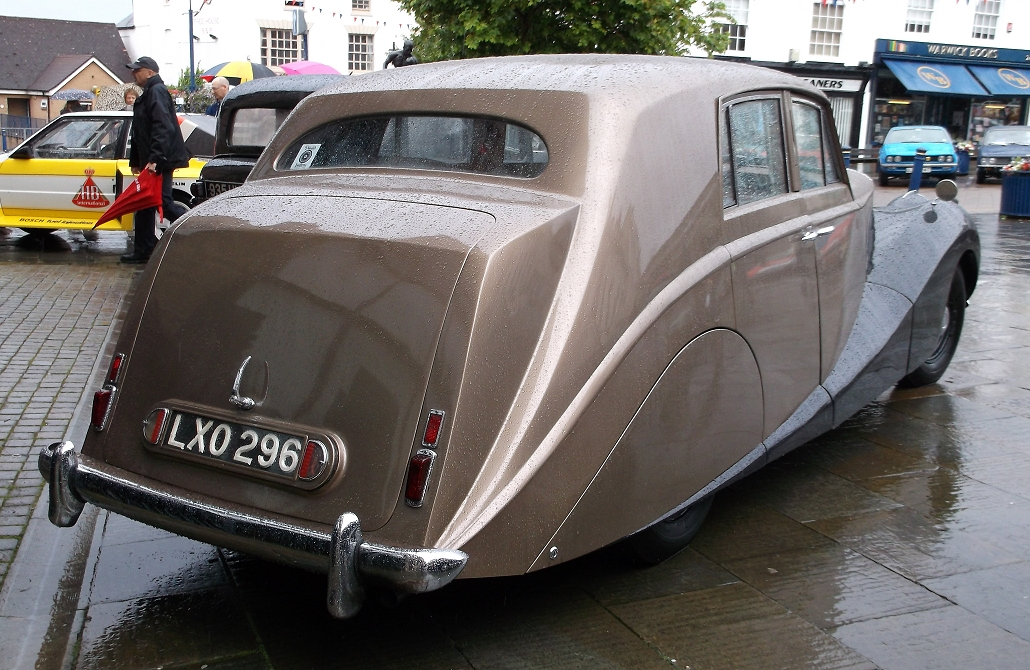
Empress Line in ihrer ursprünglichen Form: Empress I (1950)

Stilistisch folgen alle Serien der Daimler-Empress-Reihe einem als Hooper Empress Line bekannt gewordenen Designkonzept.
Hooper in Westminster war eines der renommiertesten Karosseriebauunternehmen Großbritanniens und zeitweise Königlicher Hoflieferant. Zu Beginn des Zweiten Weltkriegs wurde Hooper vom Konzern Birmingham Small Arms (BSA) übernommen, zu dem auch die Daimler Motor Company gehörte, ein etablierter Hersteller von Staatskarossen. Hoopers Aufbauten galten als seriös und konservativ. Auf der Suche nach attraktiven, modernen Linien entwickelte Hoopers Chefdesigner Osmond Rivers in der zweiten Hälfte der 1940er-Jahre ein anfänglich New Look genanntes Designkonzept, das später als Empress Line bekannt wurde. 
Die Empress Line verbindet das in der Vorkriegszeit etablierte Razor Edge Design, das Hoopers Konkurrent Freestone & Webb 1935 entwickelt hatte, mit Elementen der Pontonkarosserie. Während die vorderen Kotflügel wie herkömmlich frei stehen, gibt es am Heck keine ausgeformten Kotflügel mehr. Das Passagierabteil ist hinten so breit, dass es die Hinterräder einschließt. Sie sind vollständig von sogenannten Spats abgedeckt. Die auslaufenden vorderen Kotflügel, die Linie der C-Säule und eine weitgehend waagerecht verlaufende Zierleiste treffen sich am unteren Ende des Wagenhecks.
Die Empress Line wurde ursprünglich für Daimler entwickelt. Daimler-Chassis mit Empress-Karosserien waren von 1950 bis 1958 im Angebot. Werksseitig wurden fünf verschiedene Chassistypen mit Empress-Karosserien ausgestattet. Sie werden als Empress I bis IV bezeichnet. Nur in Kombination mit den Daimler-Chassis war der Begriff Empress auch die offizielle Modellbezeichnung. Zwar stattete Hooper auch Chassis anderer Hersteller wie Rolls-Royce und Bentley mit entsprechend gestalteten Karosserien aus; diese Aufbauten trugen allerdings offiziell nicht die Bezeichnung Empress.

## Die Baureihen

### Vorläufer:The Green Goddess
Einige Grundzüge der Empress Line verwirklichte Hooper erstmals 1948 beim Cabriolet Daimler Green Goddess, einem Showcar auf der Basis der Staatslimousine Daimler DE36, das ein konzeptioneller Vorläufer der sogenannten Docker Daimlers ist. Bei ihm wurde der Begriff Empress noch nicht verwendet. Daimler produzierte auf Kundenwunsch etwa zehn Nachbauten des Green Goddess.

### Empress I

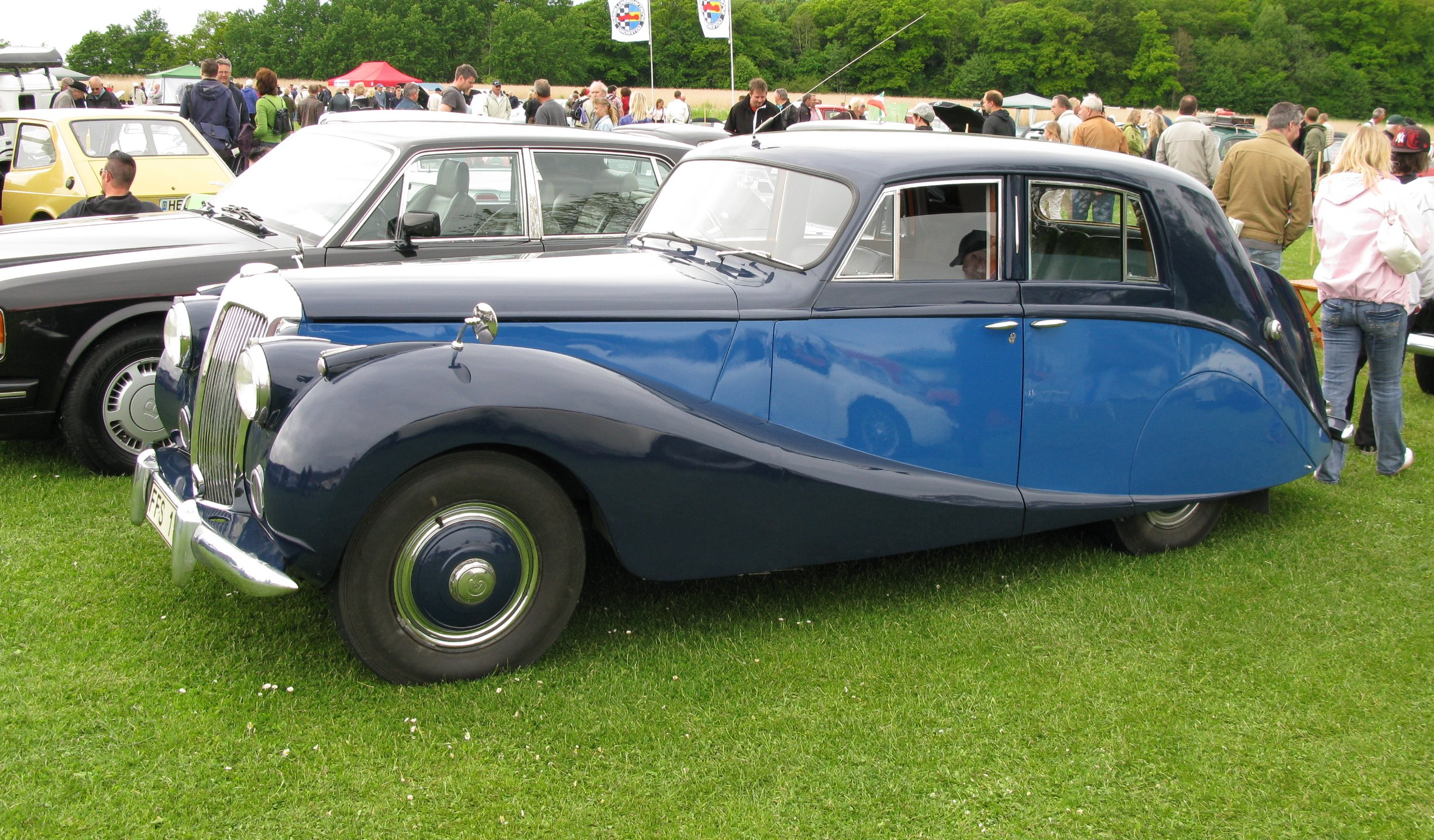
Four Lights: Hooper Empress I (Daimler DB18)

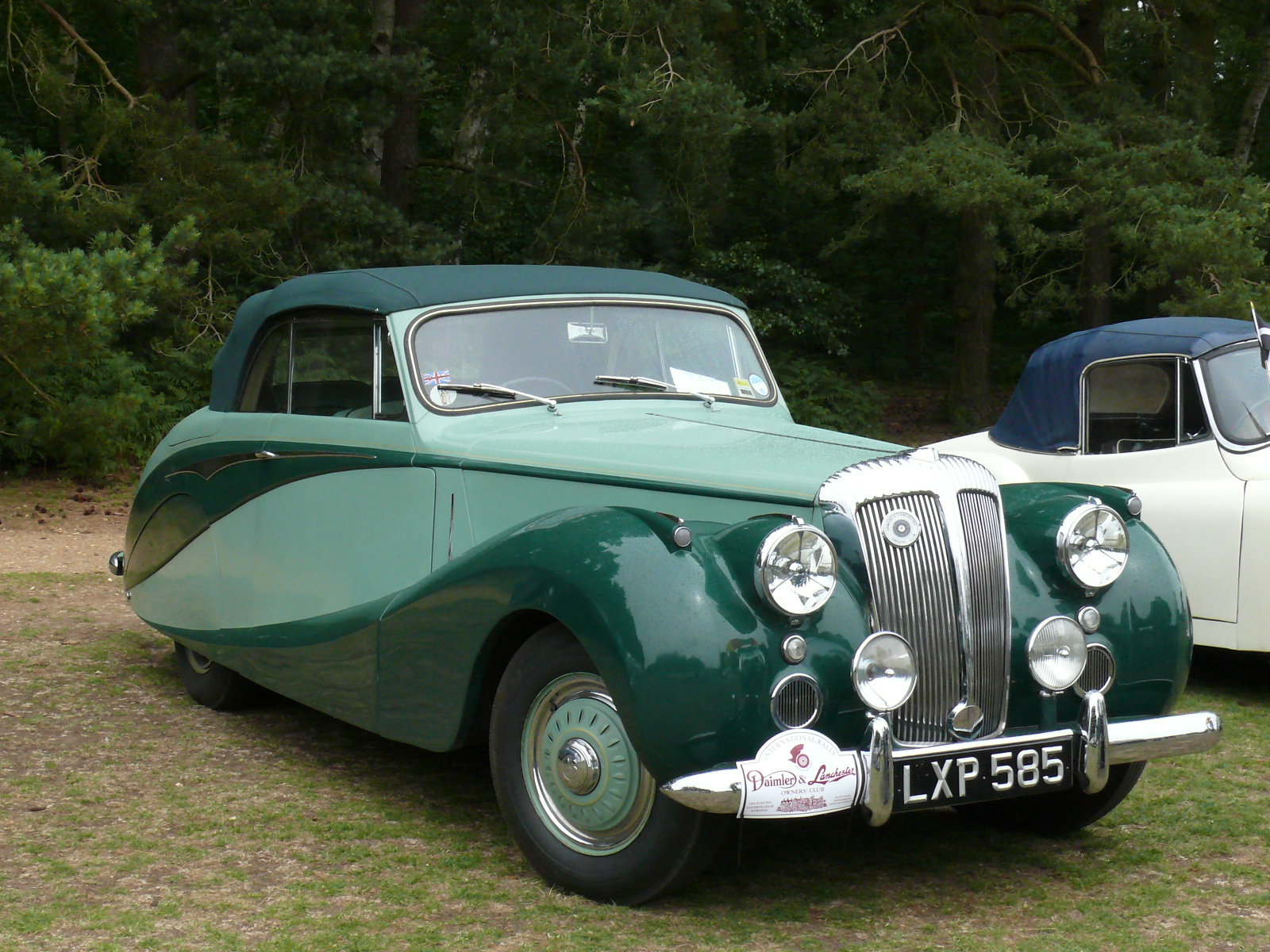
Eines von sechs Cabriolets der Empress-I-Reihe

Das erste in Serie gefertigte Version des Daimler Empress basierte auf dem Daimler DB18, der ab 1949 als Daimler Consort vermarktet wurde. Der in der oberen Mittelklasse positionierte DB18/Consort war in der unmittelbaren Nachkriegszeit das Einstiegsmodell der Marke. Es wurde standardmäßig als viertürige Limousine (Saloon) mit einer konservativ gestalteten Karosserie von Mulliners of Birmingham angeboten, ab 1948 dann auch als Cabriolet mit einer eigenständigen Barker-Karosserie, die auf einem leicht veränderten Special-Series-Chassis aufbaut.
Auf der Earls Court Motor Show im Oktober 1950 stellte Daimler dem Standard-Saloon schließlich eine Sonderversion im Empress-Design zur Seite. Diese Version wird rückblickend als Empress I bezeichnet. Technische Grundlage war nicht das reguläre Saloon-, sondern das Special-Series-Chassis, das ursprünglich für das Barker-Cabriolet konstruiert worden war. Als Antrieb dient ein Reihensechszylindermotor mit 2,5 Liter (2522 cm³) Hubraum, dessen Höchstleistung mit 85 bhp (63 kW; 86 PS) geringfügig über der des Standard-Saloon mit Mulliner-Karosserie liegt. Der Empress I ist regelmäßig als viertürige Limousine mit zwei Fenstern auf jeder Seite (Four Lights) gestaltet; in der C-Säule befinden sich keine Seitenfenster. Die vorderen Türen sind vorn, die hinteren Türen hinten angeschlagen. Nach diesem Muster wurden 97 mehr oder weniger gleiche Empress gebaut. Sie waren mit 3.450 £ fast als doppelt so teuer wie der Standard-Consort (1.340 £) und ungefähr elfmal so teuer wie ein Ford Anglia (300 £). Hinzu kamen sechs Cabriolets, von denen eines an König Georg VI. ging, und ein Zweitürer für Norah Docker.
Als Daimler den Consort 1953 durch den etwas kürzeren Conquest ersetzte, eine Abwandlung des Lanchester Leda, gab es für dieses Fahrgestell keine serienmäßige Version mit Empress-Karosserie. Hooper stellte lediglich „eine Handvoll“ – wahrscheinlich vier – Prototypen her, die wegen des kurzen Radstands als Zweitürer gestaltet waren. Zwei von ihnen wurden mit einem Kühlergrill von Daimlers Tochtermarke Lanchester ausgestattet und auf der Earls Court Motor Show im Oktober 1953 als Lanchester Dauphin präsentiert. Die Autos wurden zum Stückpreis von 3.000 £ angeboten. Eine Serienfertigung kam weder in der Daimler- noch in der Lanchester-Version zustande.

### Empress II

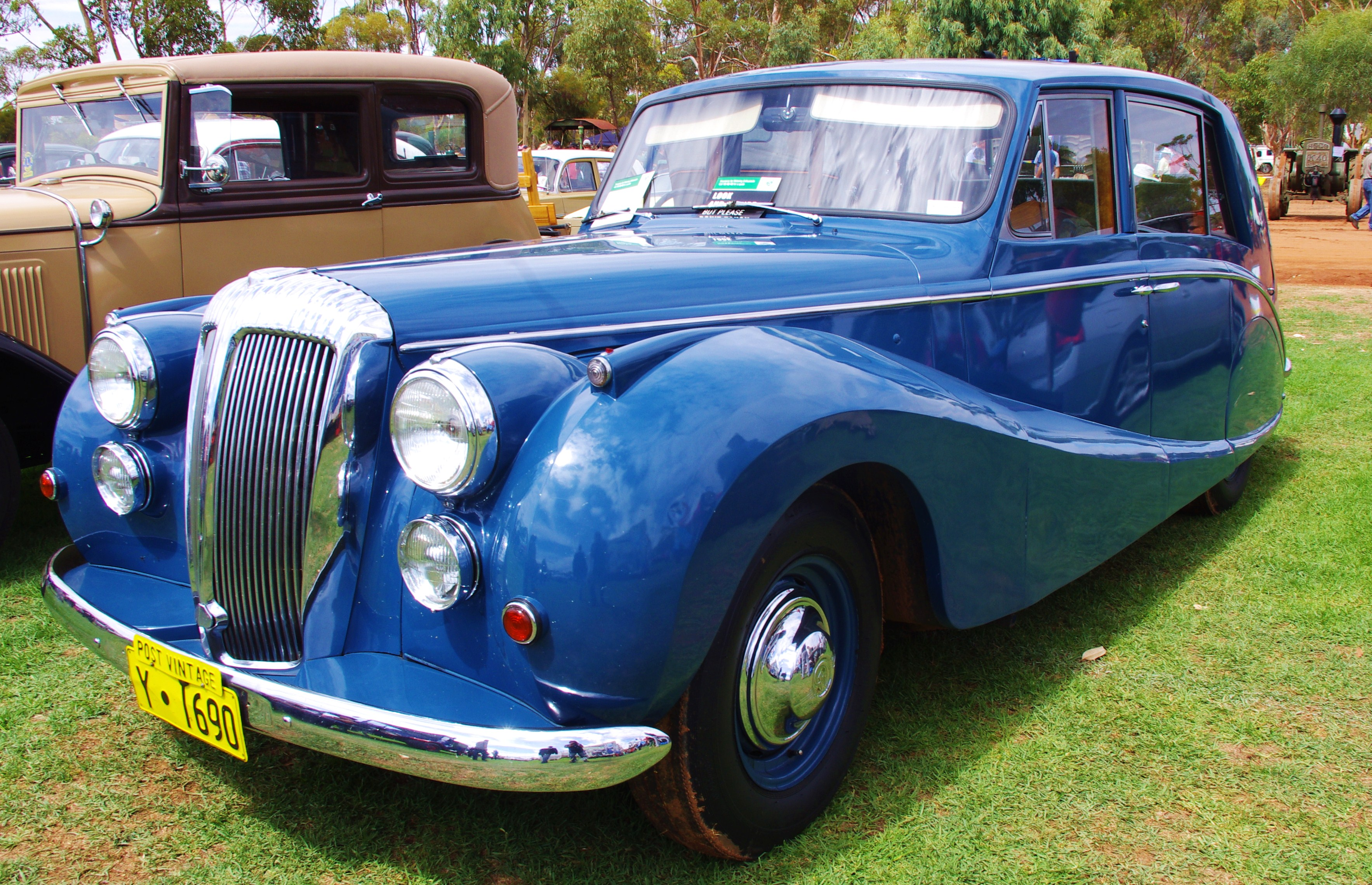
Six Lights: Empress II (Daimler Regency Mark I)

Im Herbst 1951 führte Daimler die Regency-Reihe ein, die die Lücke zwischen dem DB18/Consort und den großen Repräsentationslimousinen DE27 und DE36 schließen sollte. In technischer Hinsicht war der Regency eine vergrößerte Ausgabe des Consort: Die Fahrgestelle stimmen weitgehend überein, und der Motor des Regency basiert auf dem Reihensechszylinder des Consort. In der ersten, von 1951 bis 1953 gebauten und nachträglich als Mark I bezeichneten Reihe war der Regency als viertüriger Saloon (DF300/301) sowie – mit leicht verändertem Chassis und leistungsgesteigertem Motor – als zweitüriges Cabriolet erhältlich (DF302/303), deren Karosserien jeweils Barker zugeschrieben wurden. Beide Barker-Versionen waren weitgehend erfolglos: Der Saloon wurde nur sieben-, das Cabriolet wahrscheinlich nur dreimal gebaut.
Parallel zu den Barker-Karosserien hatte Daimler auf dem Chassis des Regency Mark I auch eine hochwertige Hooper-Karosserie im Empress-Stil im Angebot. Sie wird als Empress II bezeichnet. Der Empress II orientiert sich stilistisch am Empress I auf Consort-Basis, ist aber – anders als dieser – üblicherweise als Six-Light-Limousine gestaltet, hat also drei Fenster auf jeder Fahrzeugseite. Die hinteren Türen sind nach wie vor hinten angeschlagen. Einzelne Fahrzeuge entstanden auf Kundenwunsch auch als Zweitürer. Technisch baut der Empress II auf dem Chassis des Barker-Cabriolets (DF302/303) auf. Wie dieser hat er einen 3,0 Liter großen Reihensechszylindermotor, dessen Höchstleistung bei 100 bhp (102 PS) liegt. Bis Anfang 1953 entstanden insgesamt 33 Empress-II-Limousinen, sodass die Empress-Version weitaus erfolgreicher war als Daimlers nur siebenmal produzierte Standardlimousine mit Barker-Aufbau.

### Empress IIA
Eineinhalb Jahre nach der Produktionseinstellung des Mark I präsentierte Daimler im Oktober 1954 mit dem Mark II die zweite Generation des Regency. Bei weitgehend unverändertem Fahrwerk umfasste das werksseitige Angebot eine viertürige Limousine mit drei Fenstern auf jeder Seite (Six Light Saloon), die wahlweise DF 303/304 mit einer auf 3,5 Liter Hubraum vergrößerten, 107 bhp starken Version des Reihensechszylindermotors oder als DF401/402 mit dem 4,5 Liter großen Motor der Repräsentationslimousine Regina (127 bhp; 95 kW; 129 PS) erhältlich war. Hinzu kam als Four Lights Saloon der Sportsman mit einer Karosserie von Mulliners of Birmingham (DF 308/309), der üblicherweise von einer auf 130 bhp (96 kW; 132 PS) leistungsgesteigerten Version des 3,5-Liter-Motors angetrieben wird. Der Sportsman nahm die Rolle des sportlichen Modells ein und ersetzte das Barker-Cabriolet, dessen Produktion eingestellt wurde.
Auf der Basis des Regency Mark II baute Hooper erneut eine Empress-Variante, die als Mark IIA bezeichnet wird (DF306/307). Sie stimmt bis auf kleine Details im Bereich der Frontmaske stilistisch vollständig mit dem bisherigen Empress Mark II überein. Als Antrieb dient eine 114 bhp (85 kW; 116 PS) starke Version des auch im Standardmodell verwendeten 3,5-Liter-Motors. Das Getriebe und die Hinterachse entsprechen den Komponenten des Sportsman. Von dieser Empress-Variante entstanden 58 Fahrzeuge.

### Empress III

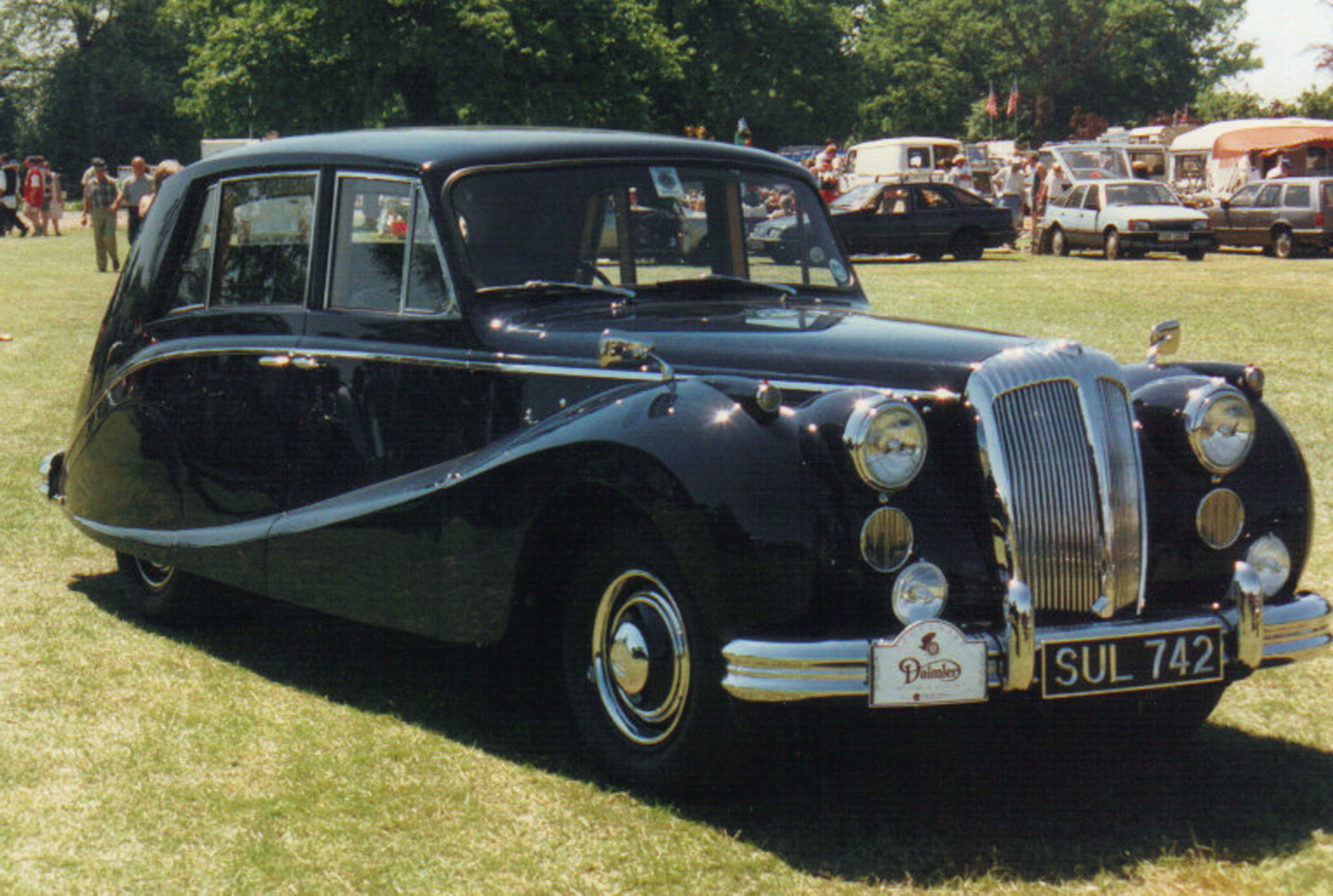
Empress III (1956)

Ein Jahr nach Einführung des Regency Mark II erschien bereits dessen One-0-Four genannter Nachfolger, der einen erneut leistungsgesteigerten, nun 137 bhp (102 kW; 139 PS) starken 3,5-Liter-Motor hat. Die Karosserie des Six Light Saloon (DF310/311/314) entspricht der des bisherigen Mark II, und auch der Sportsman, der nun offiziell Four Light Saloon (DF310/311) hieß, blieb äußerlich unverändert im Programm.
Hoopers Version der dritten Regency-Generation erhielt die Bezeichnung Empress III (DF308/309). Äußerlich entspricht er nahezu vollständig dem Empress II und IIA. In technischer Hinsicht machte der Empress III den Wechsel vom Regency Mark II zum One-0-Four nicht mit. Der Empress III basiert vielmehr auf dem Chassis des bisherigen Sportsman (DF306/307) und wird auch von dessen 3,5-Liter-Motor mit 130 bhp (96 kW; 132 PS) angetrieben. Ein einzelnes Fahrzeug war abweichend mit dem 167 bhp (124 kW; 169 PS) starken „4,5-Litre“-Motor des One-0-Five ausgestattet. Den letzten Empress III baute Hooper 1957 auf einem bereits 1955 hergestellten Chassis. Insgesamt entstanden 14 Empress III.

### Empress IV

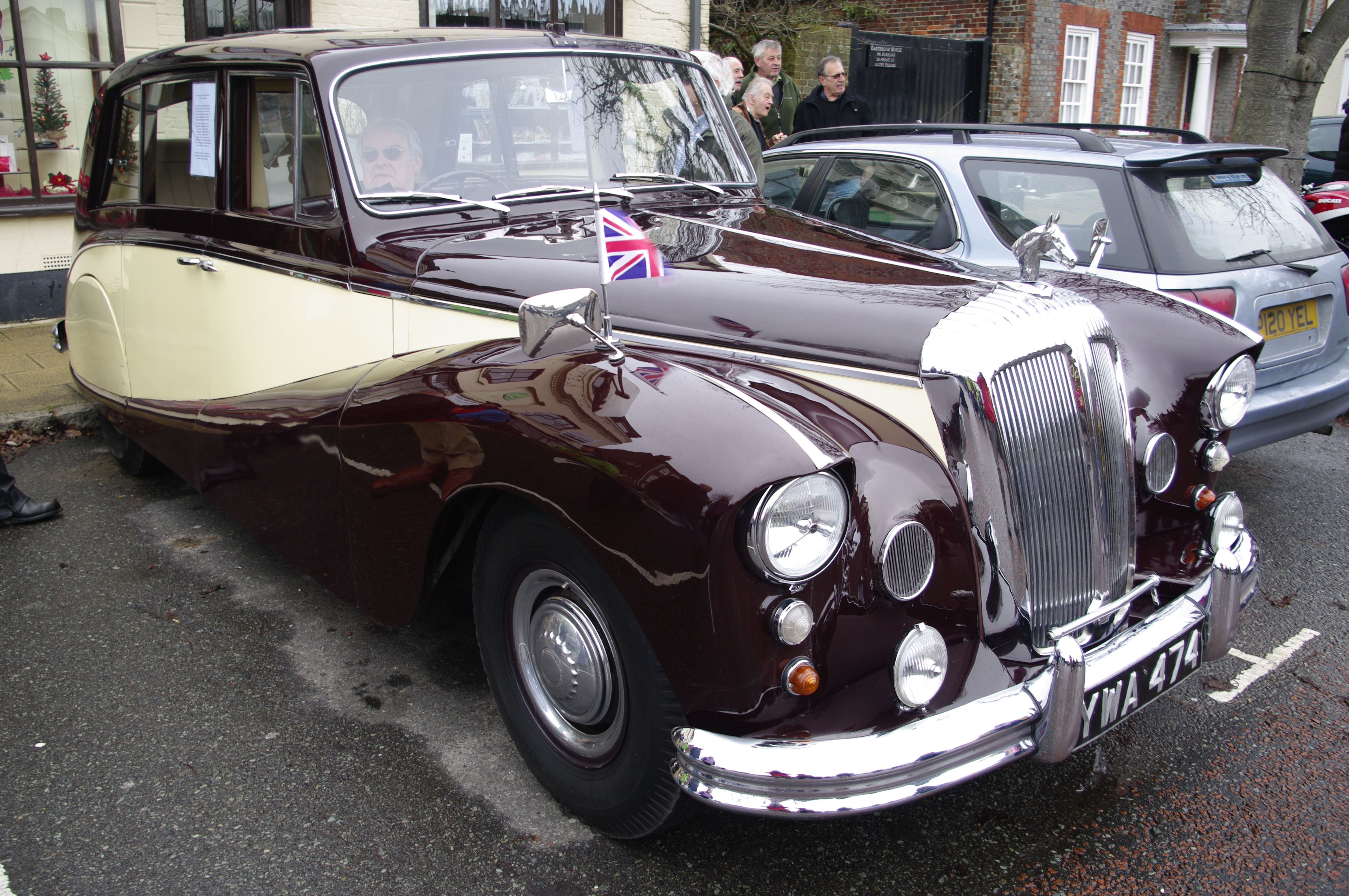
Six Lights: Empress Mark IV (Daimler RK400)

Daimlers exklusivste Baureihe war in den 1950er-Jahren die Chauffeurlimousine DK400 (anfänglich als Regina bezeichnet), die in technischer Hinsicht eine verlängerte Version des Regency Mark II war. Sie trat 1954 an die Stelle des ein Jahr zuvor eingestellten DE36 „Straight Eight“ und seines kleineren Schwestermodells DE27. Schon auf deren Chassis hatte Hooper auf Kundenwunsch einzelne Six-Light-Karosserien gefertigt, die dem Empress-Stil entsprachen, offiziell aber nicht als Empress bezeichnet wurden. Beim Regina setzte Daimler dieses Konzept fort. Hier waren Hooper-Karosserien als Alternative zu den Standardaufbauten, die der unabhängige Spezialbetrieb Abbey Panels zulieferte, erhältlich. Die Hooper-Varianten des Dk400 werden in der Literatur vielfach als Empress IV bezeichnet; werksseitig verwendeten Daimler und Hooper diese Terminologie allerdings nicht.
Der DK400 ist eine große Repräsentationslimousine mit einem Radstand von 3302 mm. Ihr Fahrwerk entspricht weitestgehend dem des Regency Mark II Saloon. Als Antrieb kommt eine 4,5 Liter große Ausführung des Reihensechszylindermotors zum Einsatz, der in einer frühen Version 127 bhp (94 kW; 129 PS) und ab 1956 dann 167 bhp (124 kW; 169 kW) leistet. Der Aufbau des Empress IV folgt in stilistischer Hinsicht weiterhin der Empress Line, ist aber, dem längeren Radstand des DK400 entsprechend, gestreckter. Die Frontpartie wurde überarbeitet. Die Scheinwerfer sind nun in die Kotflügelspitzen integriert und haben keine kleine runde Überdachung. Dieses Designdetail übernahm Daimler zehn Jahre später für die auf Jaguar-Technik basierende Repräsentationslimousine DS420. Bis 1957 entstanden je nach Quelle sieben oder acht Empress IV; hinzu kamen sechs Hooper-Aufbauten mit individuellem Design, von denen sich einzelne, aber nicht alle lose an der Empress Line orientierten. Der Preis für einen Empress IV lag 1957 bei 6.123 £; er war damit annähernd 50 Prozent teurer als ein DK400 mit Standardaufbau.